# 渡来人
渡来人（とらいじん）とは、古代に中国や朝鮮半島から日本に渡来した人々およびその子孫のこと。縄文時代ないし弥生時代にすでに日本へ渡来した人々がいたことが窺われ、また平安時代以降も日本に渡って来た人々はいたが、歴史上特に重要な意味をもつのは4世紀末から7世紀後半に移住した渡来人である。
人類学では、弥生時代以降にユーラシア大陸から渡来した人々（渡来系弥生人など）の総称として用いられることが多い。
渡来は一時期に集中して起こった訳ではなく、幾つかの移入の波があったと考えられている。また、そのルーツに関しては、朝鮮半島、中国大陸、満洲にシベリア大陸、中東諸国などさまざまである。

## 概説
3世紀末 - 6世紀、古墳時代にはヤマト王権に仕える技術者や亡命者として朝鮮半島から人々が渡来した。4世紀後半から5世紀にかけて、ヤマト王権は百済と同盟のために百済が海を渡って遼西経略をした時、繰り返し出兵するなど大陸を侵略しており、このことは宋書の百済傳にも記録されている。渡来人の中には大王を中心とするヤマト王権において重要な位置を占めた者や文化の発展に寄与した 者がいた。
また飛鳥時代には百済より貴族が日本を頼って渡来した。中でも最後の百済王義慈王の王子の禅広は、持統天皇より百済王（くだらのこにきし）の氏姓を賜り、百済系氏族の代表的な存在となった。
大和朝廷では優遇され、官人として登用された者も少なくなく、弘仁6(815）年に編纂された「新撰姓氏録」に記載される1182氏のうち、326が諸蕃すなわち渡来系氏族であり、全体の3割を占めている。諸蕃の出身地は漢が163、百済が104、高麗（高句麗）が41、新羅が9、任那が9であった。

## 「帰化人」と「渡来人」

### 帰化と渡来の語義
帰はもと歸であり、元いた場所に戻る意味のほかに、従い服従すること、嫁に行くなどの意。帰化は他国の国籍に入りその臣民となること、臣服すること（魏志鄧艾傳「発使告以利害、呉必歸化可不征而定也」。あるいは教化に服し従うこと（高僧伝「感徳歸化者、十有七八焉」）。一方で渡という用語は水（江）や海を渡る意義であり、大陸間での移動は移（うつしかえること）をもっぱら用いた。「移住」。また「定居（定住すること）」。「移民」は人の少ない場所に民をうつし住ませること。「遷」は上下関係の中での移動を特にさす。

#### 古代における「帰化」の語義
「帰化」という語句の本来の意味は、「君主の徳に教化・感化されて、そのもとに服して従うこと」（後漢書童恢伝）で、歴史学的な定義としては、以下のものがある。
1.化外の国々から、その国の王の徳治を慕い、自ら王法の圏内に投じ、王化に帰附すること
2.その国の王も、一定の政治的意思にもとづいて、これを受け入れ、衣料供給・国郡安置・編貫戸籍という内民化の手続きを経て、その国の礼・法の秩序に帰属させる一連の行為ないし現象のこと

#### 史書における用法
平野邦雄によれば、『日本書紀』の用法において、「帰化」「来帰」「投下」「化来」はいずれもオノヅカラモウク、マウクと読み、概念に違いはない。また古事記では三例とも「参渡来」と記し、マイワタリツ、マウクと訓む。